# Kommingen
Kommingen ist ein Ortsteil der Stadt Blumberg im Schwarzwald-Baar-Kreis in Baden-Württemberg. Der Ort wurde im Zuge der Gemeindegebietsreform in Baden-Württemberg am 1. Januar 1971 nach Blumberg eingemeindet.

## Lage und Verkehrsanbindung
Kommingen liegt südöstlich der Kernstadt von Blumberg und nördlich von Nordhalden an der B 314. Durch den Ort fließt der Weihergraben, 2 km südlich verläuft die Staatsgrenze zur Schweiz.

## Siehe auch

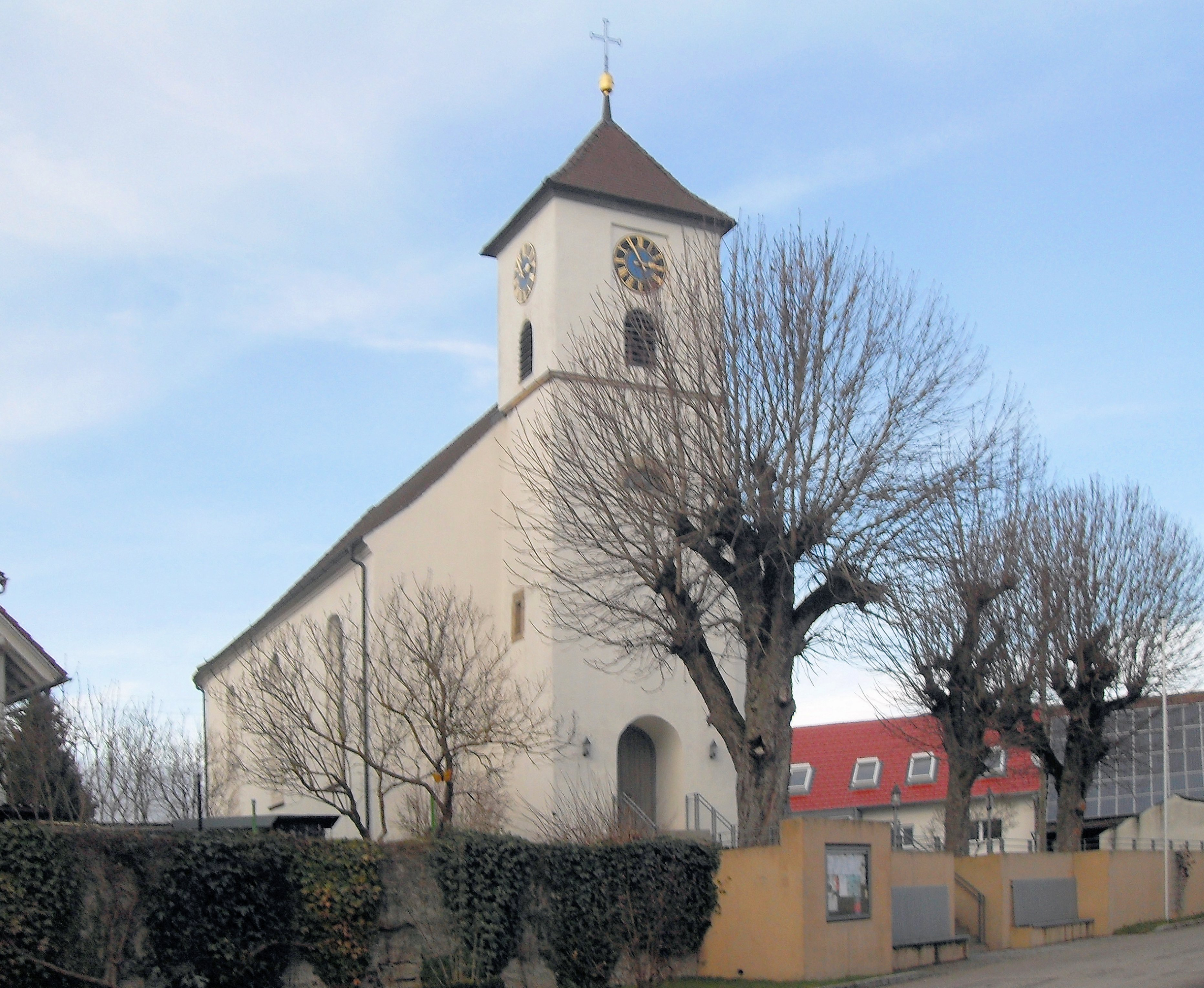
Katholische Kirche St. Cyriak (2014)
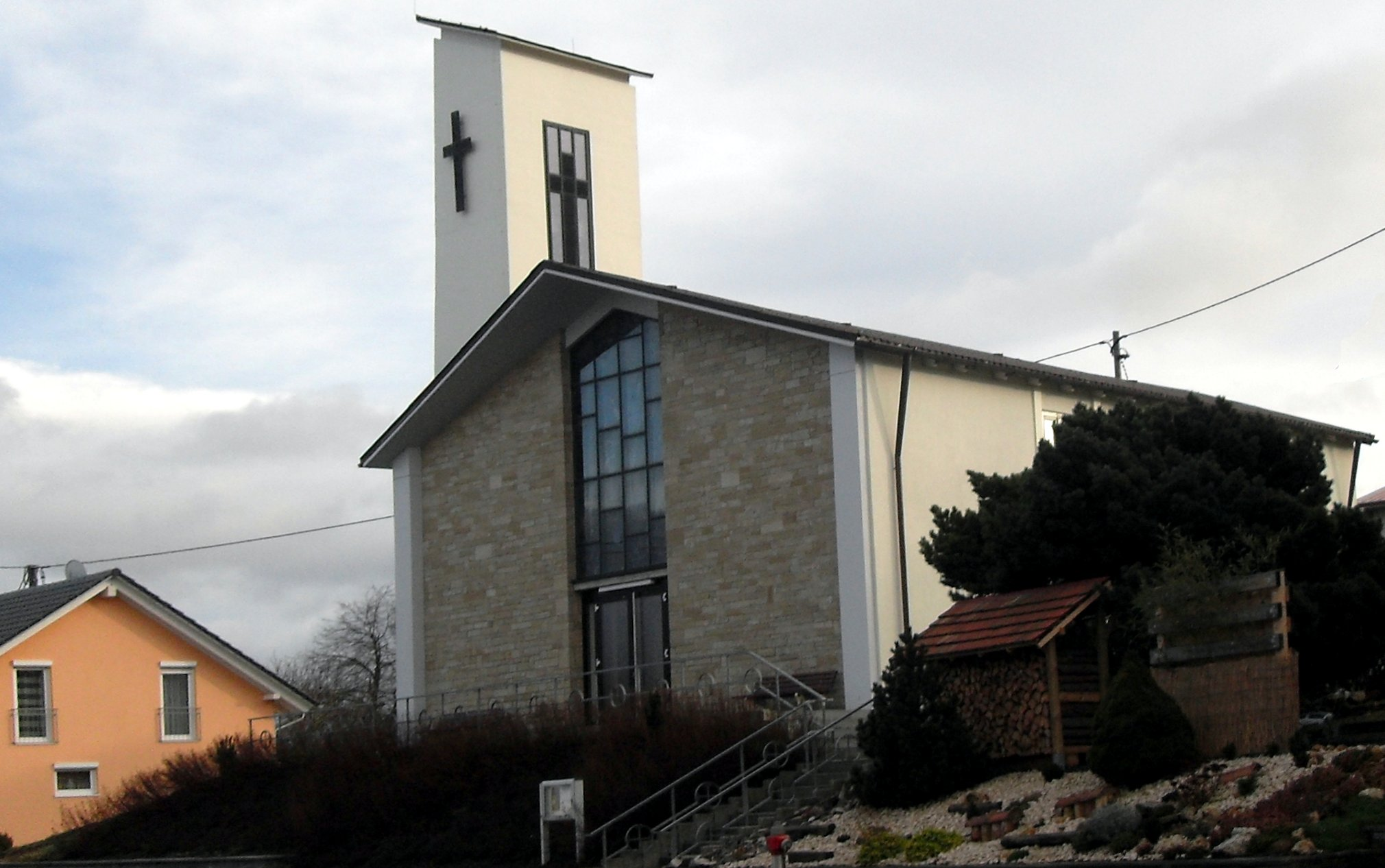
Alt-Katholische Kirche St. Johannes (2014)